# William Scott Vare

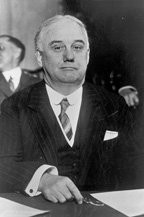
William Scott Vare

William Scott Vare (* 24. Dezember 1867 in Philadelphia, Pennsylvania; † 7. August 1934 in Atlantic City, Atlantic County, New Jersey) war ein US-amerikanischer Politiker. Zwischen 1912 und 1927 vertrat er den Bundesstaat Pennsylvania im US-Repräsentantenhaus. Danach wurde er in den US-Senat gewählt, wo er aber im Jahr 1929 sein Mandat wegen krimineller Machenschaften im Zusammenhang mit den Wahlen wieder aufgeben musste.

## Werdegang
William Vare besuchte die öffentlichen Schulen seiner Heimat und wurde danach im Handel tätig. Im Jahr 1893 wurde er zusammen mit zwei Brüdern Bauunternehmer. Gleichzeitig begann er als Mitglied der Republikanischen Partei eine politische Laufbahn. Zwischen 1898 und 1901 saß er im Stadtrat von Philadelphia und zwischen 1902 und 1912 bekleidete er dort das Amt des Recorder of Deeds. Im Jahr 1911 kandidierte er erfolglos für das Amt des Bürgermeisters seiner Heimatstadt, ein Jahr später wurde er in den Senat von Pennsylvania gewählt. 
Nach dem Tod des Kongressabgeordneten Henry H. Bingham wurde William Vare im ersten Wahlbezirk des Staates  Pennsylvania zu dessen Nachfolger in das US-Repräsentantenhaus in Washington, D.C. gewählt. Nach mehreren Wiederwahlen konnte er dieses Amt zwischen dem 24. Mai 1912 und dem 3. März 1927 ausüben. Allerdings war er im Januar 1923 zwischenzeitlich aus nicht überlieferten Gründen zurückgetreten, so dass das Mandat zwischen dem 2. Januar und dem 3. März 1923 vakant war. Am 4. März trat er dann seine nächste Legislaturperiode an. Während seiner Zeit als Kongressabgeordneter wurden der 16. und der 17. Verfassungszusatz ratifiziert. Dabei ging es um die bundesweite Einführung der Einkommensteuer und die Direktwahl der US-Senatoren. In diese Zeit fiel auch der Erste Weltkrieg. Außerdem wurden in den Jahren 1919 und 1920 der  18. und der 19. Verfassungszusatz ratifiziert. Dabei ging es um das Verbot des Handels mit alkoholischen Getränken bzw. um die bundesweite Einführung des Frauenwahlrechts.
Im Jahr 1926 verzichtete Vare auf eine weitere Kandidatur für das US-Repräsentantenhaus. Stattdessen kandidierte er für den US-Senat. Er gewann sowohl die Vorwahlen als auch die eigentlichen Wahlen. Beide Abstimmungen waren aber von Unregelmäßigkeiten überschattet. Man warf ihm Korruption und Wahlbetrug vor. Der Gouverneur seines Staates lehnte die Bestätigung des Wahlergebnisses ab. Auch der US-Senat lehnte die Vereidigung Vares ab. Sein offizieller Ausschluss aus diesem Gremium erfolgte aber erst am 6. Dezember 1929. Aus Verärgerung über diese Vorgänge trat Vare später zur Demokratischen Partei über. Ein politisches Comeback gelang ihm aber nicht mehr. Er starb am 7. August 1934 in Atlantic City an den Folgen eines Schlaganfalls. 